# Liberté, Égalité, Fraternité
Pour les articles homonymes, voir Liberté (homonymie).

La Liberté guidant le peuple par Eugène Delacroix (1830).

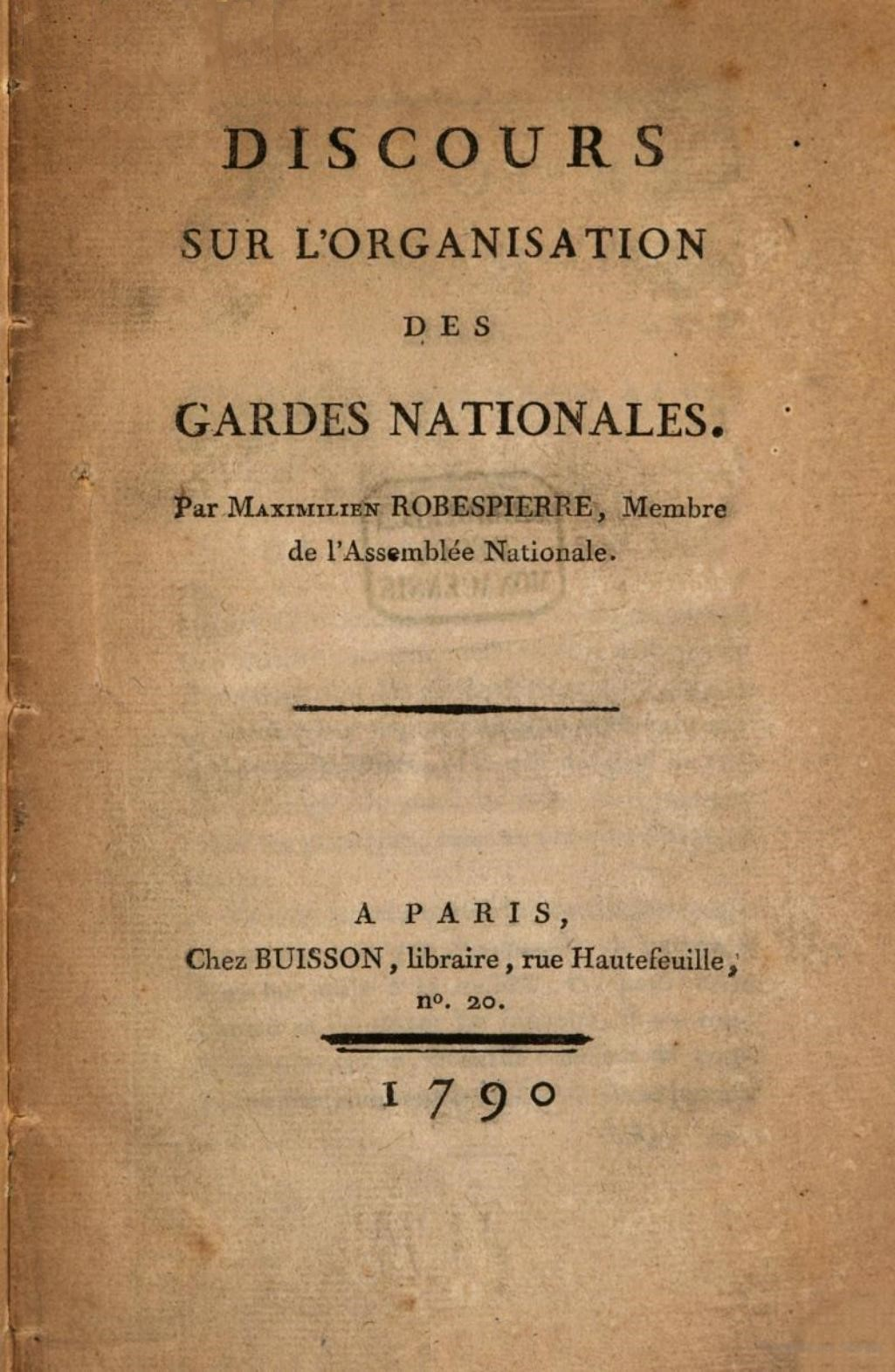
Discours sur l'organisation des Gardes nationales par Maximilien Robespierre (1790).

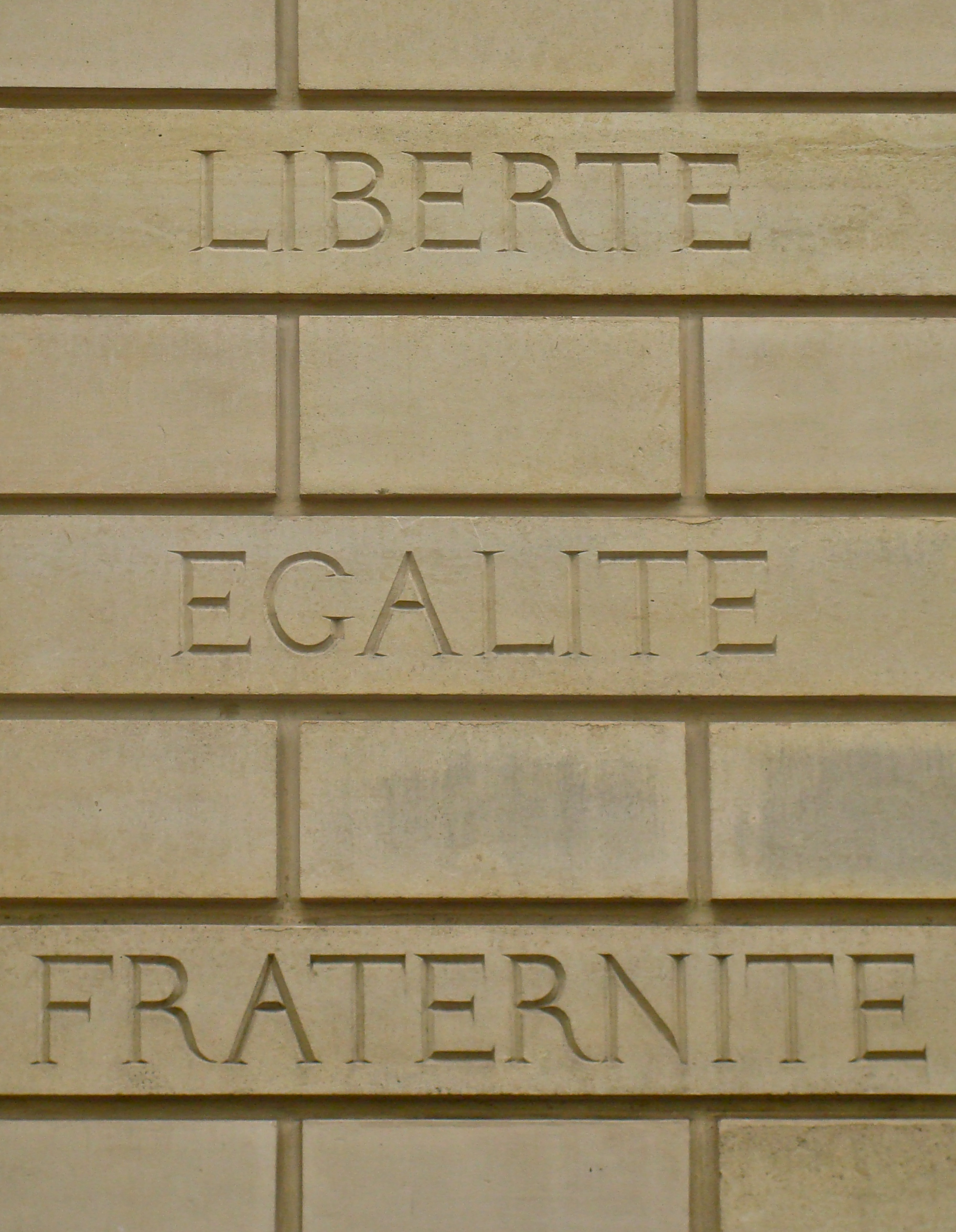
La devise de la République française.

La triade Liberté, Égalité, Fraternité est la devise officielle de la République française depuis l'article 4 de la Constitution de 1848 de la IIe République, inscrite à partir du centenaire de la prise de la Bastille qui devient fête nationale sur les frontons des édifices publics sous la IIIe République et reprise dans l'article 2 de la Constitution de 1958 de la Ve République.
Elle est aussi la devise officielle de la république d’Haïti, mentionnée dans l'article 4 de la Constitution haïtienne de 1987.
Déjà affirmées dans certains textes antérieurs tels que la Constitution du Massachusetts (1780), la liberté et l'égalité (sans la fraternité) des hommes sont posées comme principes en France dans l'article 1 de la Déclaration des droits de l'homme et du citoyen de 1789, déclaration qui est mentionnée dans le préambule de la Constitution de la Cinquième République française : « Article Premier. Les hommes naissent et demeurent libres et égaux en droits. Les distinctions sociales ne peuvent être fondées que sur l’utilité commune ». 
Ces trois mots apparaissent ensemble, parmi de nombreuses autres formules, pendant la Révolution française, la première fois dans un Discours sur l'organisation des gardes nationales de Maximilien Robespierre, imprimé et diffusé mi-décembre 1790, mais jamais prononcé, et diffusé en province. Il faisait le projet que « Liberté Égalité Fraternité » soit la devise nationale, et qu'elle soit inscrite sur les uniformes de la garde nationale, avec en plus inscrit « Le peuple français »,. Le 21 juin 1793, pendant la Terreur, la commune de Paris impose d'inscrire « La République une et indivisible - Liberté, Égalité, Fraternité ou la mort » sur le mur de la maison commune et sur tous les édifices publics de la ville.
Cette devise est adoptée officiellement en France une première fois le 27 février 1848 par la Deuxième République, et surtout après 1879 par la Troisième République, inscrite aux frontons des édifices publics à l'occasion de la célébration du 14 juillet 1880.

## Historique

### Origine
Définir la France par une triple formule est une tradition bien antérieure à la Révolution, celle de Joachim du Bellay était restée longtemps proverbiale : 

« France, mère des arts, des armes et des lois. »

L'historienne Mona Ozouf fait part de ses doutes sur l'ancienneté de cette triade, devenue à la fin du XIXe siècle la devise officielle de la République :

« Sans doute a-t-on pu retracer l'histoire pré-révolutionnaire de la formule, et faire remarquer que les trois mots magiques de nos frontons étaient déjà parmi ceux qu'affectionnaient, au XVIIIe siècle, les sociétés de pensée. Mais ils figuraient au milieu de beaucoup d'autres, Amitié, Charité, Sincérité, Union. Les francs-maçons usaient surtout d’Égalité, un peu moins volontiers de Fraternité, montraient plus de tiédeur encore à Liberté, et une franche indifférence à l'arrangement : Liberté-Égalité-Fraternité, alors même que les enchantaient par ailleurs les cadences ternaires (Salut, Force, Union, par exemple). Les longues collectes entreprises dans le lexique des Lumières se sont révélées également décevantes. On voit sans doute souvent briller les trois mots dans le tamis des orpailleurs du lexique, mais ce sont des paillettes isolées, qui ne s'agrègent que fort rarement en triade organisée (…). »

La liberté et l'égalité en droits sont posées comme les deux principes acquis à la naissance dans l'article premier de la Déclaration des droits de l'homme et du citoyen de 1789 : « Article Premier. - Tous les hommes naissent libres et égaux en droits », mais dans l'article 2e où « les droits naturels et imprescriptibles de l’homme » sont au nombre de quatre, sans l'égalité, : « la liberté, la propriété, la sûreté et la résistance à l'oppression.» Dans la Déclaration des droits de l'homme et du citoyen de 1793, l'article 2e fait une nouvelle association de quatre droits où l'égalité réapparaît « Article 2. - Ces droits sont l’égalité, la liberté, la sûreté, la propriété. ». 
La fraternité apparaît par ailleurs le 14 juillet 1790 sur les drapeaux des fédérés lors de la fête de la Fédération au Champ-de-Mars.

### Considérations historiographiques

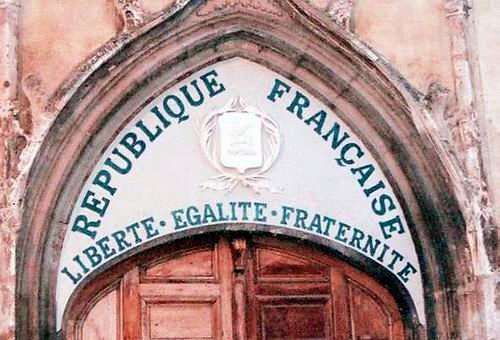
Tympan de l'église Saint-Pancrace d'Aups dans le Var, avec une inscription datant de 1905 à la suite de la loi de séparation des Églises et de l'État.

Toujours selon Mona Ozouf, « la naissance de la devise manque d'éclat et de netteté (…) ». L'historien de la révolution Aulard suggère que la fabrication de la devise s'est échelonnée en trois mouvements, chacun d'eux correspondant à une époque distincte du processus révolutionnaire. Voici d'abord la Liberté, concept le plus populaire des premiers jours de la Révolution. Puis le 10 août ouvre la carrière de l'Égalité avec le mouvement des Sans culottes. Et il faut attendre la fin de la période montagnarde pour voir donner sa chance à la Fraternité. Le rythme ternaire de la devise est donc un rythme de succession temporelle. 
Mathiez, d'accord en cela avec Aulard, suggérait que la Fraternité avait été un apport plus tardif encore, ayant pour origine l'appellation de frère dans la Franc-maçonnerie, qui avait dû, pour s'imposer, attendre 1848. Au moulin de ces hypothèses historiennes, l'organisation calendaire des révolutions vient, du reste, apporter de l'eau : on avait distingué un an I de la Liberté, inauguré le 14 juillet 1789, un an I de l'Égalité, ouvert le 10 août 1792, et il n'y avait pas eu un an I de la Fraternité.

### Premiers usages

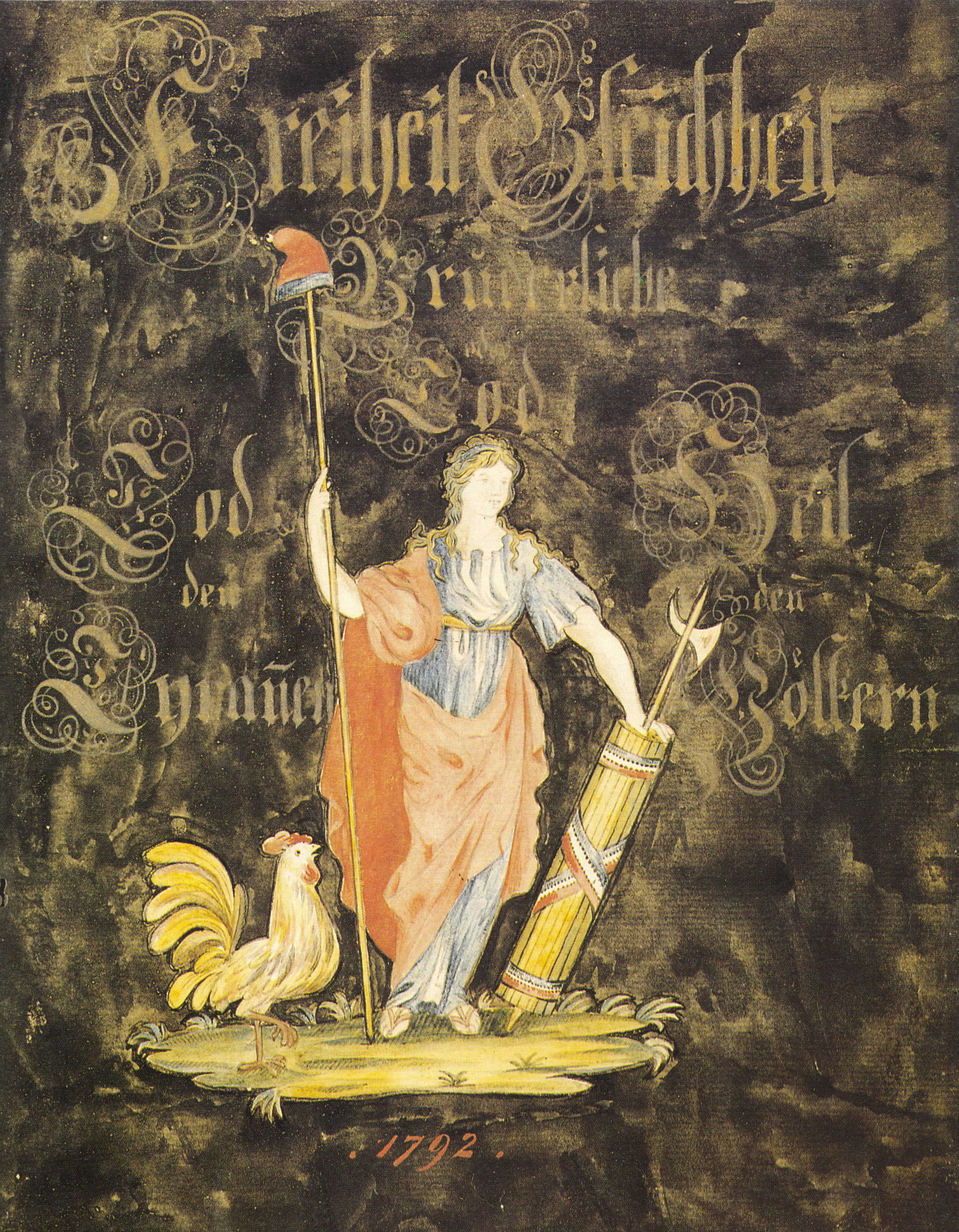
Enseigne alsacienne de la période révolutionnaire, 1792.
Freiheit Gleichheit Brüderlichk(eit) od(er) Tod (Liberté Égalité Fraternité ou la Mort)
Tod den Tyrannen (Mort aux Tyrans)
Heil den Völkern (Vivent les Peuples).

Camille Desmoulins associe les trois termes dans cet ordre en 1790, dans son journal Les révolutions de France et de Brabant, à propos de la Fête de la Fédération du 14 juillet 1790 : « Après le serment surtout, ce fut un spectacle touchant de voir les soldats citoyens se précipiter dans les bras l'un de l'autre en se promettant, liberté, égalité, fraternité ».
Le premier député à avoir théorisé cette triade est Maximilien de Robespierre, dans son Discours sur l'organisation des gardes nationales, imprimé mi-décembre 1790 et diffusé largement dans toute la France par les Sociétés populaires, même s'il ne fut jamais prononcé, ni le 5 décembre 1790, ni les 27 et 28 avril 1791, jours où l'Assemblée constituante discuta des gardes nationales. Son projet de décret prévoyait leur tenue :

« Article XVI. Elles porteront sur leur poitrine ces mots gravés : LE PEUPLE FRANÇAIS, et au-dessous : LIBERTÉ, ÉGALITÉ, FRATERNITÉ. Les mêmes mots seront inscrits sur leurs drapeaux, qui porteront les trois couleurs de la nation. »

On retrouve cette devise dans la bouche de l'Anglais Lord Stanhope et de Momoro. Ce dernier la reprend au Club des cordeliers le 29 mai 1791. Elle est mise en avant le 15 avril 1792 lors de la « fête de la liberté » donnée pour soutenir les 138 Suisses de Châteauvieux, tous condamnés à mort pour rébellions à cause du retard de paiement des soldes.
Le Grand Orient de France a créé fin 1792 une loge militaire portant le titre distinctif « Liberté, Égalité, Fraternité » sise à l’orient de la légion franche étrangère. Cette loge a été installée le 4 mars 1793 par la Respectable Loge « L’Amitié et Fraternité » (Orient de Dunkerque).
C'est la Commune de Paris, pendant la Terreur qui imposera officiellement en premier cette triade assortie d'une menace de mort lorsque son maire, Jean-Nicolas Pache, ordonnera le 21 juin 1793 de faire peindre la formule : « La République une et indivisible - Liberté, Égalité, Fraternité ou la mort » sur la façade de la maison commune, sur tous les édifices publics de la ville et aussi sur des monuments aux morts. Mais lors de la Fête de la loi, célébrée le 3 juin 1792, en l'honneur de Simoneau, maire d'Étampes, la devise mise en avant était une autre triade : Liberté, Égalité, Propriété.
La devise est progressivement abandonnée avec la fin de la Révolution, le Directoire de l'an V à l'an VII préconisant notamment le « serment de haine envers les monarchistes et les anarchistes », en lieu et place du « serment de fraternité ».
Une légende attribue à Jean-Baptiste Belley, premier député noir français, l'idée d'ajouter le mot fraternité à la devise Liberté, Égalité. Elle interprète le fait que le 19 février 1794 dans le numéro 347 du Père Duchesnes consacré à l'abolition de l'esclavage des Noirs, votée le 4 février 1794 et à sa commémoration au Temple de la Raison le 18 sous les auspices de Pierre-Gaspard Chaumette, Jacques Hébert, qui assimile les trois nouveaux députés de Saint-Domingue aux trois rois mages, termine son article en formulant la devise "Liberté, Egalité, Fraternité" .

### Première institution officielle de la triade

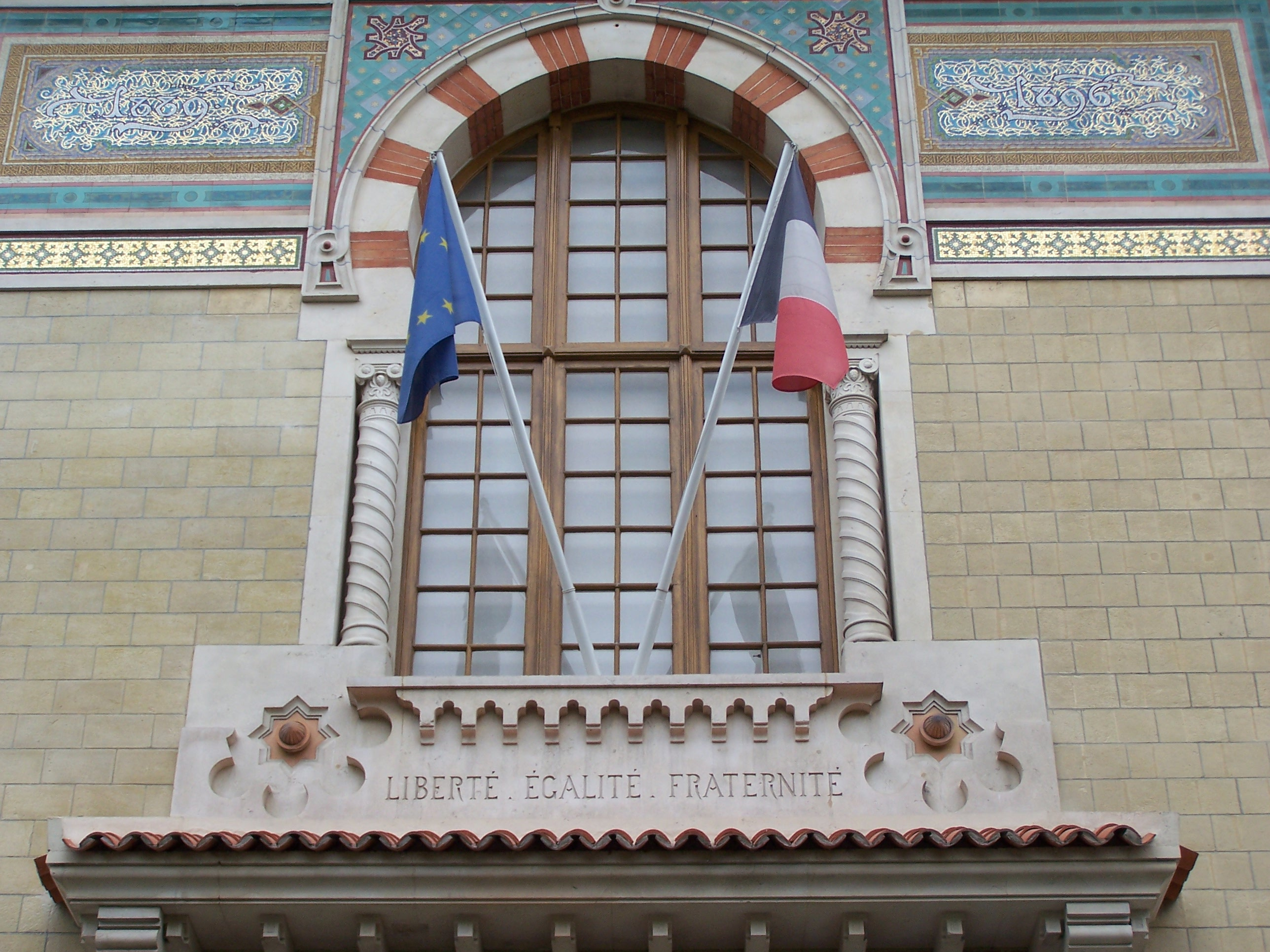
La devise sur l'entrée du porche de l'École nationale d'administration (ENA).

La devise disparaît sous l'Empire et la Restauration avant de resurgir avec la révolution de 1830 et le retour du parti républicain. Elle sera par la suite régulièrement revendiquée par différents révolutionnaires, en particulier le socialiste Pierre Leroux, qui participe largement à sa reconnaissance comme principe de la République, mais aussi Alexandre Ledru-Rollin, Lamennais ou Philippe Buchez ; elle est également agréée par les participants au premier banquet communiste de Belleville, autour de Théodore Dézamy et de Jean-Jacques Pillot, en 1840, à condition que la fraternité contribue à étayer l'instauration de la « communauté ».
Avec la révolution de 1848, la IIe République l’adopte comme devise officielle le 27 février 1848, grâce à Louis Blanc. Elle est « empreinte d’une dimension religieuse : les prêtres célèbrent le Christ-Fraternité et bénissent les arbres de la liberté qui sont alors plantés. Lorsqu’est rédigée la Constitution de novembre 1848, la devise « Liberté, Égalité, Fraternité » est définie par son article IV comme le « principe » de la République, auquel il associe une « base » de quatre autres droits : la République « a pour principe la Liberté, l'Égalité et la Fraternité. Elle a pour base la Famille, le Travail, la Propriété et l'Ordre public » ».
Parallèlement, le Grand Orient de France en fait sa devise officielle dans la rédaction de sa Constitution en 1849 et l'introduit même dans son rituel en 1887.

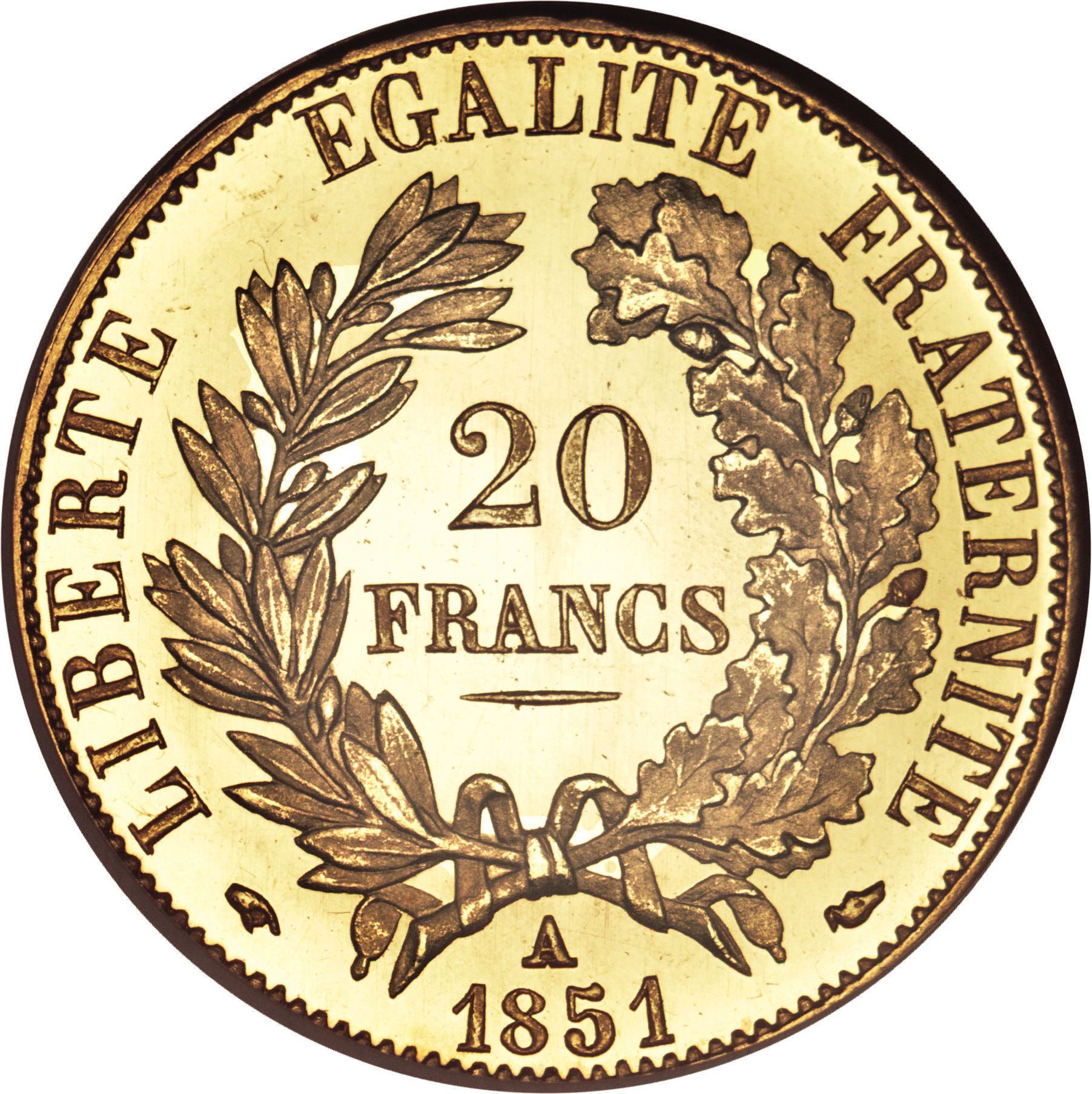
Pièce de 20 francs de 1851.

Cependant encore une fois, la République se divise : la répression du soulèvement ouvrier de juin 1848 et le retour de l'Empire remettent en question la diffusion de cette triade.
Ce n'est que le 14 juillet 1880,sous la IIIe République que la triade Liberté, Égalité, Fraternité est placée sur les frontons de toutes les institutions publiques, elle est adoptée comme devise officielle, associée au 14 juillet comme fête officielle, au drapeau tricolore comme emblème officiel et à la Marseillaise  comme hymne officiel de la République malgré « quelques résistances, y compris chez les partisans de la République : la solidarité est parfois préférée à l’égalité qui implique un nivellement social et la connotation chrétienne de la fraternité ne fait pas l’unanimité ».
Le régime de Vichy la remplace par la devise Travail, Famille, Patrie, dont les deux premiers termes sont les fondements de la Constitution républicaine de novembre 1848, et qu’on retrouve sur les pièces de monnaie de l’époque, en circulation jusqu'en 1960, date du passage au nouveau franc. Au sein de la France libre, la devise est évitée pendant près d'un an comme « politique », pour des motifs d'opportunité, avant d'être revendiquée, à partir de l'automne 1941.

Logotype du gouvernement français adopté en 1999 et remanié en 2020.
Emblème officiel, mais non inscrit dans la constitution actuelle.

En 1946, la triade Liberté, Égalité, Fraternité est reprise comme devise officielle de la République, dans le titre Ier de la Constitution de la IVe République où elle est à nouveau associée au drapeau tricolore comme emblème officiel et à la Marseillaise comme hymne officiel de la République.
Le 6 juillet 2018, le Conseil constitutionnel a considéré que le troisième terme de la devise de la République — la fraternité — est un principe à valeur constitutionnelle, à l’occasion de l’examen d’une question prioritaire de constitutionnalité posée par des avocats de Cédric Herrou, de trois autres plaignants et d'associations de défense des droits de l’homme et d'aide aux migrants. Il suit en cela l’article premier de la Déclaration universelle des droits de l'homme (1948) qui fait de la fraternité une obligation : « Tous les êtres humains naissent libres et égaux en dignité et en droits. Ils sont doués de raison et de conscience et doivent agir les uns envers les autres dans un esprit de fraternité ».
La première application de ce nouveau principe a été réalisée dans la même décision pour considérer comme contraire à la constitution trois mots (« au séjour irrégulier ») de l’article L622-4 du Code de l'entrée et du séjour des étrangers et du droit d'asile (CESEDA) portant sur le « délit de solidarité »,.

## Autres usages
L'article 4 de la constitution haïtienne de 1987 dispose : « La devise nationale est : Liberté – Égalité – Fraternité ».
Richard Stallman, militant du logiciel libre, s'y réfère pour expliquer les principes de ce mouvement, : « Je puis expliquer la base philosophique du logiciel libre en trois mots : liberté, égalité, fraternité. Liberté, parce que les utilisateurs sont libres. Égalité, parce qu'ils disposent tous des mêmes libertés. Fraternité, parce que nous encourageons chacun à coopérer dans la communauté ».
L'anneau Adams de Neptune, détecté sur Terre en même temps que sa structure en arcs lors d'occultations d'étoiles en 1984 par André Brahic, Bruno Sicardy et William Hubbard, est justement constitué de cinq arcs baptisés « Liberté », « Égalité 1 », « Égalité 2 », « Fraternité » et « Courage », les premiers en référence à la devise de la République française. Ils ont été nommés ainsi notamment du fait de la participation d'André Brahic à cette découverte.
Elle est également la devise de diverses obédiences maçonniques françaises,.

## Signification des éléments de la devise

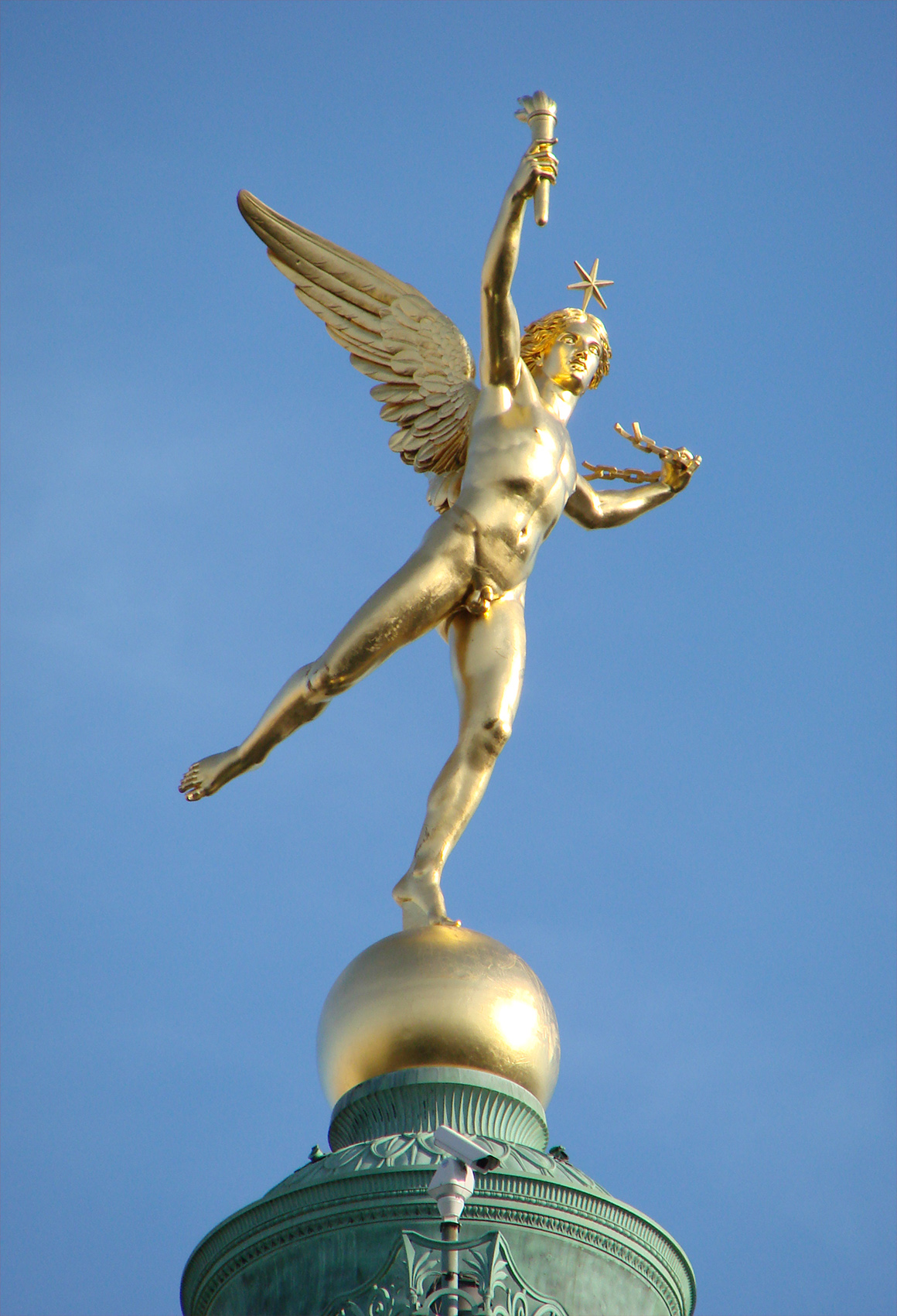
Le Génie de la Liberté, sculpture en bronze située place de la Bastille à Paris.

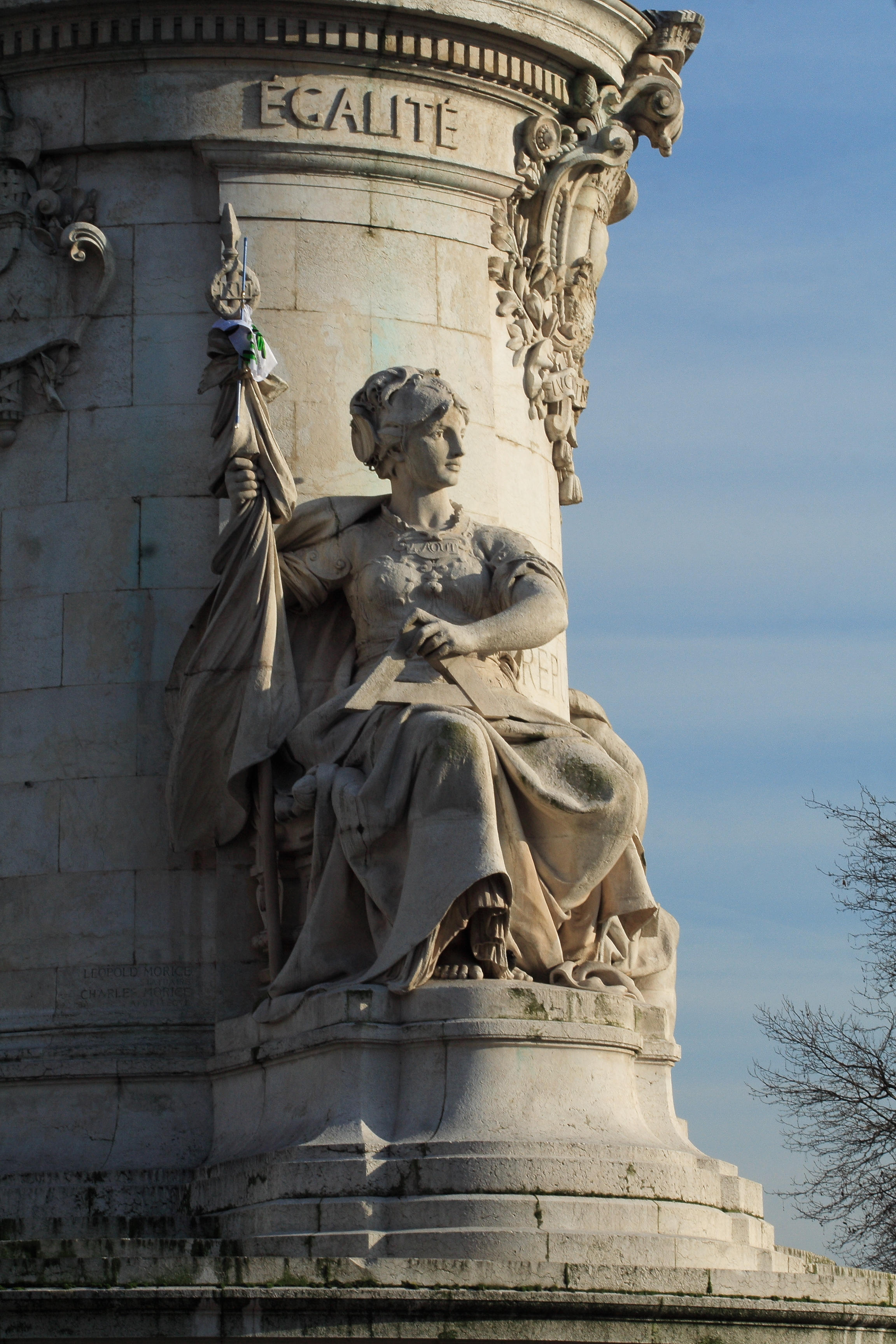
Statue de l'Égalité située place de la République à Paris.

### Liberté
La Déclaration des droits de l'homme et du citoyen de 1789 pose, dès son premier article : « Article 1. - Les hommes naissent et demeurent libres.. »
Dans l'article suivant, elle pose que « Article 2. - Le but de toute association politique est la conservation des droits naturels et imprescriptibles de l'homme. » et que ces droits sont au nombre de quatre : « la liberté, la propriété, la sûreté, et le droit de résistance à l’oppression. », ce dernier étant le moyen de recouvrer la liberté.
Dans son article quatre, elle donne sa définition de la liberté qui n'est plus, ni « des libertés », c'est-à-dire les droits collectifs d'une communauté de métier, d'une ville ou d'une nation, ni le libre-arbitre, c'est-à-dire la possibilité de choisir entre le bien et le mal, mais une sorte d'omnipotence individuelle : « Article 4. - La liberté consiste à pouvoir faire tout ce qui ne nuit pas à autrui : ainsi, l'exercice des droits naturels de chaque homme n'a de bornes que celles qui assurent aux autres membres de la société la jouissance de ces mêmes droits. », puis elle indique que seule la loi, et donc l'Assemblée législative, peuvent donner des limites à la liberté: « Ces bornes ne peuvent être déterminées que par la loi. »
Et dans l'article suivant, elle restreint le pouvoir qu'a la loi de restreindre la liberté :  « Article 5. - La Loi n'a le droit de défendre que les actions nuisibles à la Société. Tout ce qui n'est pas défendu par la Loi ne peut être empêché, et nul ne peut être contraint à faire ce qu'elle n'ordonne pas. »

### Égalité
La Déclaration des droits de l'homme et du citoyen de 1789 pose, dès son premier article : « Article 1. - Les hommes naissent et demeurent ... égaux en droits », puis ajoute que « Les distinctions sociales ne peuvent être fondées que sur l’utilité commune. »
Ainsi, l'égalité n'est pas celle des personnes, de leurs talents, de leur pouvoir, de leur fortune, mais celle de leurs droits selon les lois. Le législateur a le devoir d'assurer à tous les citoyens des droits égaux, il ne doit pas faire de distinctions entre eux, à moins qu'il y ait une « utilité commune ». Venant de la bourgeoisie ascendante qui a fait la Révolution, la « distinction sociale » qui est refusée ici est celle de l'hérédité de la condition noble, mais pas celle de la fortune, de la culture et des relations sociales.
Le Conseil constitutionnel a néanmoins assoupli ce principe « en admettant des modulations lorsque celles-ci reposent sur des critères objectifs et rationnels au regard de l'objectif recherché par le législateur et que cet objectif n'est lui-même ni contraire à la Constitution, ni entaché d'une erreur manifeste d'appréciation ».

### Fraternité

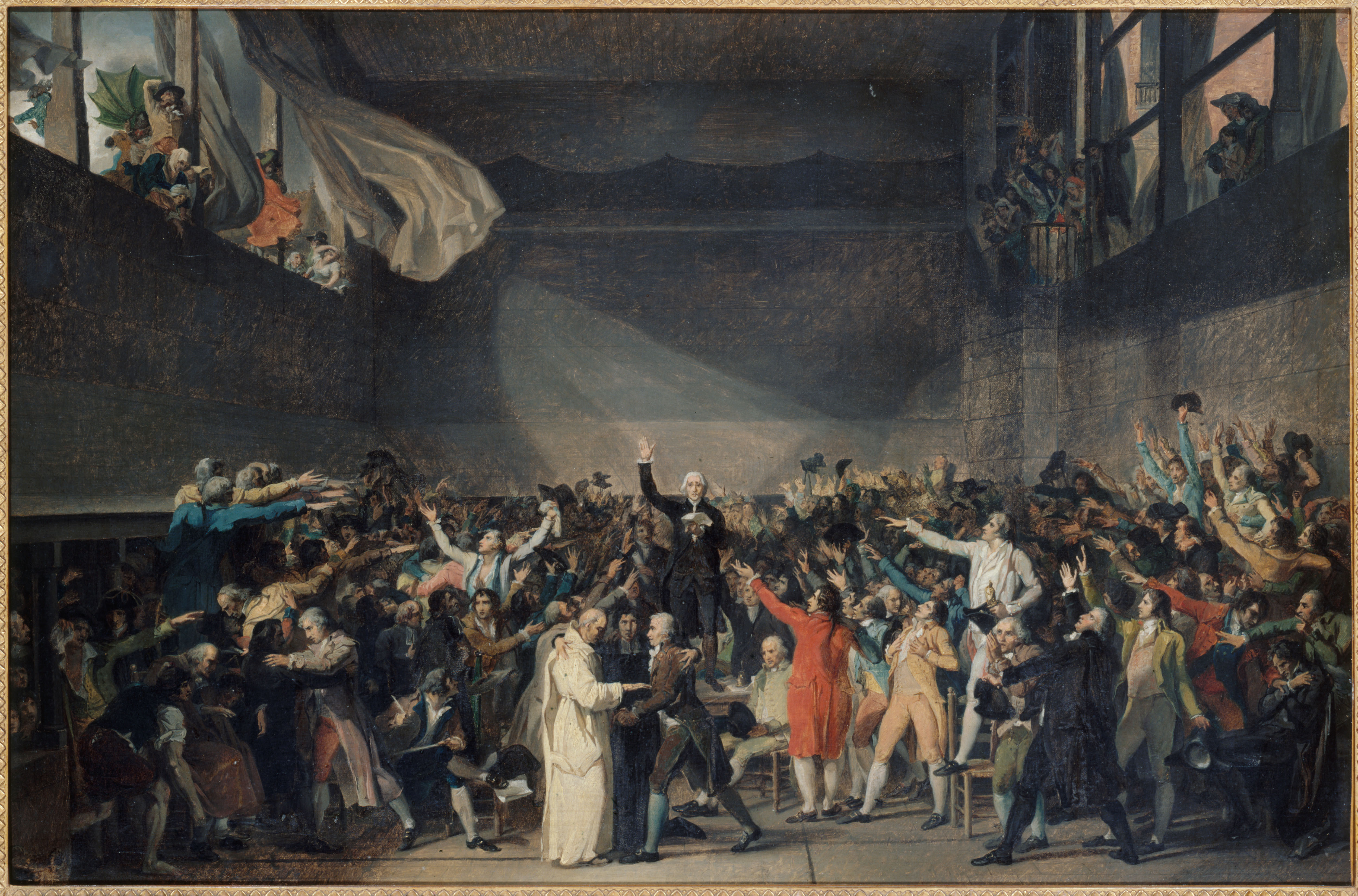
Le Serment du Jeu de Paume, tableau de Jacques-Louis David, musée Carnavalet.

Mona Ozouf fait remarquer que la fraternité fut le plus délicat et le dernier à intégrer ce triptyque ; en effet, elle appartient à la sphère des obligations morales plutôt qu'à celle du droit, des relations plutôt que du statut, de l’harmonie plutôt que du contrat, et de la communauté plutôt que de l’individu. Il en existe d'ailleurs plusieurs interprétations : la première, étant la « fraternité de rébellion », incarnée, lors du serment du Jeu de paume, en juin 1789, par l’union des députés qui décidèrent de braver l’ordre de dispersion du roi Louis XVI : « Nous faisons serment solennel de ne jamais nous séparer, et de nous rassembler partout où les circonstances l’exigeront, jusqu’à ce que la Constitution du royaume soit établie et affermie sur des fondements solides ». Et Mirabeau de lancer aux gardes du roi la fameuse phrase : « Nous ne quitterons nos places que par la force des baïonnettes ».
Une autre forme de fraternité était celle qui lie les frères, membres de la Franc-maçonnerie, très influente avant la Révolution française et ensuite dans les milieux républicains. Elle reprenait l'appellation égalitaire des membres des ordres religieux ou des confréries, et rompait avec le caractère hiérarchique de l'affiliation à la figure maternelle de l'Église et paternelle de la Royauté. 
Selon Paul Thibaud, philosophe et ancien directeur de la revue Esprit, « Autant la liberté et l'égalité peuvent être perçues comme des droits, autant la fraternité est une obligation de chacun vis-à-vis d'autrui. C'est donc un mot d'ordre moral ». Pour certains[Qui ?], la fraternité républicaine s'approche du concept de capital social de Robert Putnam, une forme d'entraide entre citoyens visant un monde meilleur.
Pendant la Révolution française, « la fraternité avait pleine vocation à embrasser tous ceux qui, français mais aussi étrangers, luttaient pour l’avènement ou le maintien de la liberté et de l’égalité ».
À partir de 1848, la fraternité devient un principe à part entière pour former la trilogie républicaine dans la nouvelle constitution.

### Interprétations postérieures

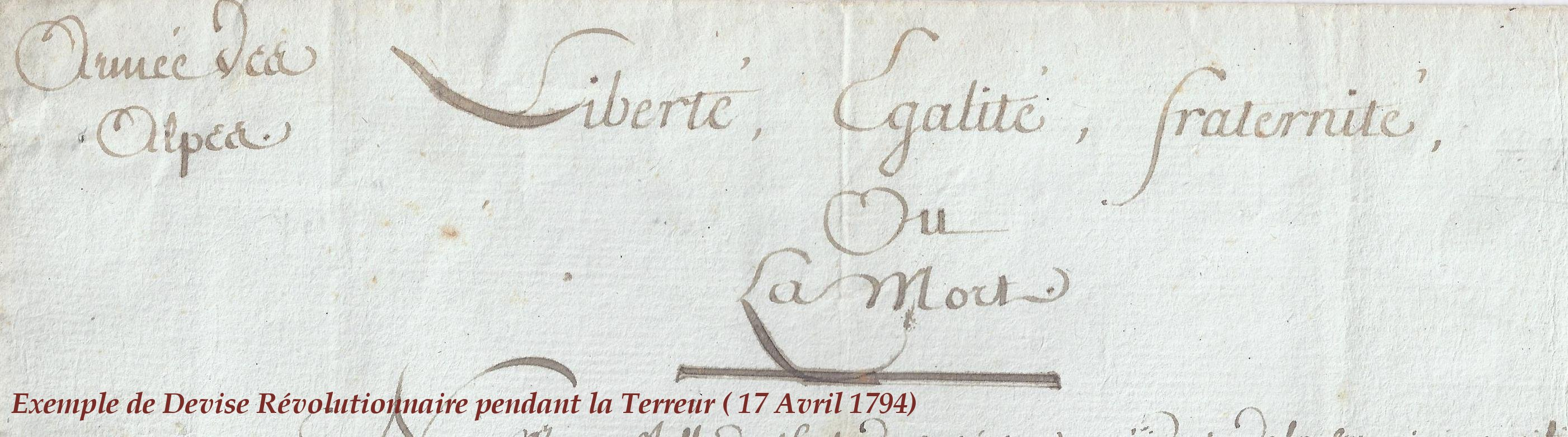
Liberté, Égalité, Fraternité ou la Mort. Exemple de devise sous la Terreur.

La Révolution française a vu plusieurs « déclarations des droits de l'homme et du citoyen » successives. Plusieurs versions, postérieures à la déclaration de 1789, présentent certaines nuances. Néanmoins, la Constitution française actuelle s'appuyant sur la déclaration de 1789, la devise « Liberté, Égalité, Fraternité » n'en relève pas.
Ainsi, la Déclaration des droits de l'homme et du citoyen de 1793, rédigée pendant la Terreur, dispose : « Tous les hommes sont égaux par nature et devant la loi. » De même, la déclaration des droits de l'homme et du citoyen de 1793 modifia la définition de la liberté par : « La liberté est le pouvoir qui appartient à l’homme de faire tout ce qui ne nuit pas aux droits d’autrui ; elle a pour principe la nature ; pour règle la justice ; pour sauvegarde la loi ; sa limite morale est dans cette maxime : Ne fais pas à un autre ce que tu ne veux pas qu’il te soit fait » (éthique de réciprocité). Vivre libre ou mourir fut une grande devise républicaine.
Selon la déclaration des droits de l'homme de 1795, « L'égalité consiste en ce que la loi est la même pour tous, soit qu'elle protège, soit qu'elle punisse. L'égalité n'admet aucune distinction de naissance, aucune hérédité de pouvoirs ».
Selon certains penseurs, l'exigence juridique de l'égalité peut aussi avoir une dimension sociale. Rousseau définissait l'égalité, consubstantielle à la liberté, comme le fait que « nul citoyen ne soit assez opulent pour en pouvoir acheter un autre, et nul assez pauvre pour être contraint de se vendre ». Selon Robespierre, elle résulte de l'amour de la patrie et de la République, qui ne tolère pas l'extrême disproportion des richesses. Elle demande donc, pour le fondateur de la République, que l'héritage soit aboli[réf. nécessaire], que chacun ait un travail et que l'impôt soit progressif : en somme, l'égalité des sans-culottes n'est pas celle des brissotins[pas clair].
L'Église catholique a été longtemps très réticente à accepter les acquis de la Révolution française. Cependant, le pape Jean-Paul II a souligné lors de son homélie au Bourget pendant son premier voyage en France, en 1980 :

« Que n’ont pas fait les fils et les filles de votre nation pour la connaissance de l’homme, pour exprimer l’homme par la formulation de ses droits inaliénables ! On sait la place que l’idée de liberté, d’égalité et de fraternité tient dans votre culture, dans votre histoire. Au fond, ce sont là des idées chrétiennes. Je le dis tout en ayant bien conscience que ceux qui ont formulé ainsi, les premiers, cet idéal, ne se référaient pas à l’alliance de l’homme avec la sagesse éternelle. Mais ils voulaient agir pour l’homme. »